# Joy as an Act of Resistance
Joy as an Act of Resistance (englisch für „Freude als ein Akt des Widerstandes“) ist das zweite Studioalbum der englischen Post-Punk-Band Idles. Das Album wurde am 31. August 2018 über Partisan Records veröffentlicht.

## Entstehung
Gleich nach der Veröffentlichung ihres Debütalbums Brutalism begann die Band an ihrem zweiten Studioalbum. Von den ersten geschriebenen neuen Liedern wurden viele aussortiert. Laut Sänger Joe Talbot stellte die Band fest, dass sie mit dem Schreibprozess unzufrieden waren und daher neu von vorne anfingen. Gitarrist Mark Bowen beschrieb die ersten Lieder als nicht schlecht. Aber sie hätten sich nicht richtig und ehrlich angefühlt. Es hätte sich angefühlt, als wenn die Lieder ihnen irgendeine Freude gegeben hätte. Auf diese Weise wäre das Albumkonzept entstanden.
Das Lied Cry to Me ist eine Coverversion. Das Original stammt von Solomon Burke. Aufgenommen wurde das Album im Monnow Valley Studio im südwalisischen Rockfield. Wie schon das Vorgängeralbum Brutalism wurde Joy as an Act of Resistance von Space produziert. Nick Launay und Adam Greenspan mischten das Album. Für die Lieder Danny Nedelko, Samaritans, Great und Never Fight a Man with a Perm wurden Musikvideos gedreht. Das Lied Danny Nedelko wurde am 30. November 2018 auf eine Split-Single mit der Band Heavy Lungs veröffentlicht.

## Hintergrund
Sänger Joe Talbot beschrieb das Album als Versuch, gegenüber ihrem Publikum „verletzlich zu sein und zur Verletzlichkeit zu ermutigen“. Es wäre ein „nacktes Lächeln in dieser beschissenen neuen Welt“. Der Albumtitel ist an das Gedicht Joy Is an Act of Resistance von Toi Derricotte angelehnt. Das Albumcover zeigt ein Foto von einer Schlägerei während einer Hochzeitsfeier aus dem Jahre 1968, dass Joe Talbot eines Tages auf Instagram sah.
Das Lied Colossus handelt von dem Druck, die Erwartungen des jeweiligen Vaters zu erfüllen. Never Fight a Man with a Perm ist ein autobiographisches Lied, in dem Sänger Joe Talbot von seiner Vergangenheit erzählt. Er wäre ein „Scheißkerl“ gewesen, der aus Langeweile von gewalttätigen Verhalten umgeben gewesen wäre und möchte mit diesem Lied zeigen, wie lächerlich dieses Verhalten war. I’m Scum befasst sich mit dem Konzept der Sozialen Klassen. Die Band antwortet mit dem Lied auf den Kabarettisten Stewart Lee, der Idles mal als „Oi! für Schneeflocken“ bezeichnete. Joe Talbot antwortet, dass „diese Schneeflocke eine Lawine wäre“.
In dem Lied Danny Nedelko spricht sich die Band für die Zuwanderung aus. Benannt wurde das Lied nach dem aus der Ukraine stammenden Danny Nedelko, dem Sänger der wie die Idles aus Bristol stammenden Band Heavy Lungs. Nedelko ist auch im dazugehörigen Musikvideo zu sehen. Im Text werden einige berühmte britische Einwanderer namentlich genannt, wie zum Beispiel der Queen-Sänger Freddie Mercury, die Kinderrechtsaktivistin Malala Yousafzai und der Leichtathlet Mo Farah. Der Titel June handelt von der Totgeburt seiner Tochter Agatha. Auch wenn seine Tochter tot geboren wurde, fühlte er sich als Vater.
Mit dem Lied Samaritans kritisiert Sänger Joe Talbot die toxische Männlichkeit und stereotype Rollenbilder des „echten Mannes“, die aufgrund gesellschaftlicher Zwänge nicht weinen und keine Schwäche zeigen dürfen. In dem Musikvideo sind junge Männer zu sehen, die typisch männlich erzogen wurden, was in Schlägereien endet. Television attackiert die Medien und den gesellschaftlichen Druck auf Frauen, nach dem sie Standards der Schönheit aufrechterhalten sollen. Great handelt vom Brexit, dem Austritt des Vereinigten Königreiches aus der Europäischen Union, und dessen Befürwortern.

## Rezeption

### Rezensionen
Das deutsche Magazin Visions kürte Joy as an Act of Resistance zum „Album des Monats“. Florian Schneider beschrieb das Album als „widerspenstiger Punk“ und als Album, das „unfassbar Spaß macht“. Jasmin Lütz vom Onlinemagazin laut.de schrieb, dass die „krachenden, emotionalen Power-Hits“ des Albums „den Vorgänger noch einmal toppen“. Es wäre „die Pflicht, sich mindestens einmal im Leben von Idles anbrüllen zu lassen“, weil sie neben den Sleaford Mods „die aktuell beste Band aus England wären“. Kritischer zeigte sich Ryan Drever vom Onlinemagazin The Skinny. Seiner Meinung nach würden sich viele Lieder ähnlich anhören, dass es „schwierig wäre, die Lieder auseinanderzuhalten und zu verarbeiten“.

### Chartplatzierungen
| ChartsChartplatzierungen     | Höchstplatzierung | Wochen |
| ---------------------------- | ----------------- | ------ |
| Deutschland (GfK)            | 49 (1 Wo.)        | 1      |
| Schweiz (IFPI)               | 49 (1 Wo.)        | 1      |
| Vereinigtes Königreich (OCC) | 5 (9 Wo.)         | 9      |

## Auszeichnungen

### Musikverkäufe
| Land/Region                  | Auszeichnungen für Musikverkäufe (Land/Region, Auszeichnung, Verkäufe) | Verkäufe |
| ---------------------------- | ---------------------------------------------------------------------- | -------- |
| Vereinigtes Königreich (BPI) | Gold                                                                   | 100.000  |
| Insgesamt                    | 1× Gold ·                                                              | 100.000  |

### Musikpreise
| Preis              | Jahr | Kategorie     | für                         | Resultat  |
| ------------------ | ---- | ------------- | --------------------------- | --------- |
| Heavy Music Awards | 2019 | Best Album    | Joy as an Act of Resistance | Nominiert |
| Ivor Novello Award | 2019 | British Album | Joy as an Act of Resistance | Gewonnen  |
| Mercury Prize      | 2019 | Best Album    | Joy as an Act of Resistance | Nominiert |
| Q Award            | 2018 | Best Album    | Joy as an Act of Resistance | Nominiert |

### Bestenlisten
| Publikation         | Liste                                | Platz |
| ------------------- | ------------------------------------ | ----- |
| Kerrang             | The 50 Albums That Shook 2018        | 9     |
| laut.de             | Die 50 Alben des Jahres              | 18    |
| laut.de             | Die Songs des Jahres (Danny Nedelko) | 13    |
| New Musical Express | NME’s Albums of the Year 2018        | 3     |
| Visions             | Die 50 besten Alben des Jahres       | 1     |